# Droga nr 785 (Izrael)
Droga regionalna nr 785 (hebr. כביש 785) – droga regionalna położona w Dolnej Galilei, na północy Izraela. Biegnie ona z miejscowości Bu’ejne Nudżejdat do położonej na wschodzie drogi nr 65.

## Przebieg
Droga nr 785 przebiega przez Poddystrykt Jezreel w Dystrykcie Północnym Izraela. Biegnie równoleżnikowo z zachodu na wschód, od miejscowości Bu’ejne Nudżejdat do drogi nr 65.
Swój początek bierze w arabskiej miejscowości Bu’ejne Nudżejdat, która leży na północnych stokach masywu górskiego Har Turan w Dolnej Galilei. Droga wyjeżdża z miasteczka w kierunku wschodnim i prowadzi wzdłuż krawędzi Doliny Bejt Netofa, by po około 0,7 km dotrzeć do niewielkiej strefy przemysłowej Bu’ejne Nudżejdat. Około 400 metrów dalej kończy swój bieg na skrzyżowaniu z drogą nr 65. Jadąc drogą nr 65 na południe dociera się do zjazdu do położonej na zachodzie wioski Micpe Netofa, bazy wojskowej Netafim i skrzyżowania z drogą nr 77, lub na północ do bazy wojskowej Ajlabun i skrzyżowania z drogą nr 806 prowadzącą na północny zachód do miejscowości Ajlabun.